# タクシーに乗った吸血鬼
『タクシーに乗った吸血鬼』（タクシーにのったきゅうけつき）は、村上春樹の短編小説。

## 概要
| 初出     | 『トレフル』1981年12月号                |
| 収録書籍 | 『カンガルー日和』（平凡社、1983年9月） |

1991年1月刊行の『村上春樹全作品 1979〜1989』第5巻（講談社）に収録される際、大幅に加筆修正がなされた。

## あらすじ
「僕」は渋滞した道路上でタクシーの車内にとじこめられていた。何か楽しいことを考えようとしたが、禁煙の三日めときているので何ひとつ思いつけない。仕方ないから「僕」はずっと女の子の洋服を脱がせる順序を考えていた。
「ねえお客さん」と突然運転手が言った。「吸血鬼って本当にいると思います？」
わからないと答えると、運転手は「わからないじゃこまるので、信じるか信じないか、どちらかにして下さい」と迫った。そして「信念というのはもっと崇高なもんです。山があると思えば山がある、山がないと思えば山はない」とドノヴァンの古い唄みたいなことを言った。
話はそれから進み、運転手は吸血鬼の存在を実証できると言った。
だって私が吸血鬼だから。
いつから吸血鬼なのかと尋ねると、ミュンヘン・オリンピックの年からだという。
「時よ止まれ。君は美しい」と「僕」は言った。